# Церковь Святой Варвары (Бернбах)
Церковь Святой Варвары — католическая приходская церковь в австрийском Бернбахе. Оригинально оформленная в конце XX века Фриденсрайхом Хундертвассером, она стала яркой достопримечательностью не только небольшого шахтёрского городка, но и всей Штирии.
Церковь, освящённая в честь святой Варвары, покровительницы горняков, построена в 1948—1950 годах по проекту архитектора Карла Лебволя. 31 декабря 1951 года был основан приход Бернбаха.
В голодные годы после окончания Второй мировой войны здание церкви было сооружено из серого камня в самых простых формах и самых дешёвых материалах. К концу 1970-х годов оно значительно обветшало и требовало капитального ремонта. Гравёр Вольфганг Сайдль, житель Бернбаха, предложил привлечь к реконструкции церкви Святой Варвары своего товарища Хундертвассера, автора знаменитого дома в Вене, с которым ранее они разрабатывали дизайн австрийских почтовых марок. Идея поработать над храмовой постройкой настолько вдохновила художника, что он не только отказался от гонорара, но даже добавил собственные средства — на деньги Хундертвассера позолочен купол церковной башни. 12 октября 1987 года Хундертвассер в сотрудничестве с архитектором Манфредом Фуксбихлером начал ремонтные работы, которые были завершены к лету 1988 года.
Фасады церкви Святой Варвары Фриденсрайх Хундертвассер украсил в своём неповторимом фирменном стиле — в ярких цветах и необычных формах. Разноцветные мозаичные панно из битой керамической плитки на стенах храма изображают символы христианства. Колокольню он снабдил позолоченной луковичной главой и оригинальными башенными часами. Ниже циферблата расположены также и солнечные часы, а с западной стороны башни оставлены два прямоугольника, демонстрирующие старую окраску фасада. Крыша церкви покрыта цветной черепицей с яркими круглыми пятнами.
Единственный неф церкви перекрыт плоским деревянным сводом. На алтаре — барочный крест первой половины XVIII века с изображением распятия работы Филиппа Якоба Штрауба, перенесённый сюда при освящении храма из бернбахской церкви Гроба Господня. Распятие интересно отсутствием, вопреки традиции, тернового венца на голове Иисуса Христа; это объясняют тем, что Христос здесь изображён за минуту до вознесения на небеса. Хундертвассер окружил древний крест мозаикой с изображением солнечных лучей, сходящихся к голове Иисуса. Роль престола выполняет стеклянный параллелепипед, заполненный тремя с половиной тоннами песка из различных районов Штирии и святых мест. Двенадцать горизонтальных слоёв, каждый другого цвета, символизируют 12 апостолов. Над каменной купелью — круглое витражное окно с изображением спирали, которую Хундертвассер почитал как символ жизни и смерти.
Территорию вокруг церкви Хундертвассер вымостил волнообразно плиткой разных цветов и форм в нарочитом беспорядке. Здесь сооружено 12 асимметричных арок, облицованных разноцветной глазурованной плиткой и несущих символы разных культур и религий; они символизируют врата, через которые должен пройти каждый ищущий бога, независимо от вероисповедания. На участке установлена старая вагонетка, напоминающая о шахтёрском прошлом города, а у входа в храм посетителей встречает каменная статуя святой Варвары.